# Rete A 2
Rete A 2 è stato uno dei multiplex della televisione digitale terrestre a copertura nazionale presenti nel sistema DVB-T italiano. Apparteneva a Persidera, operatore di rete nazionale italiano.

## Caratteristiche
Il Rete A 2 trasmetteva in SFN sul canale 33 della banda UHF IV in tutta Italia, a eccezione della zona dell'Alto Adriatico dove in alcune postazioni di Friuli-Venezia Giulia, Veneto, Emilia-Romagna e tutte le Marche settentrionali trasmetteva sul canale 54 della banda UHF V, d'Abruzzo, Molise, Puglia, Basilicata, Calabria e Sicilia e Marche meridionali dove trasmetteva sul canale 42 della banda UHF V, e della Sardegna dove trasmetteva sul canale 56 della banda UHF V.
È stato definitivamente spento il 9 gennaio 2022 a causa del refarming delle frequenze 700 MHz.

## Storia
Il 20 agosto 2010 è stato attivato il secondo multiplex del Gruppo L'Espresso presente su tutto il territorio all-digital.

### 2010
- 20 agosto 2010: Inseriti Deejay TV +2, Repubblica TV, Cielo e gli stessi canali radiofonici del mux Rete A 1. Aggiunta Radio Italia SMI.
- 27 ottobre 2010: Inserito POKERItalia24.
- 26 novembre 2010: Eliminati Cielo e POKERItalia24.

### 2011
- 4 marzo 2011: Inserito Radio Italia TV.
- 1º luglio 2011: Inserito Winga TV.
- 4 luglio 2011: Eliminato Winga TV.
- 8 agosto 2011: Inserito Radio Capital TiVù.
- 11 novembre 2011: Iniziate le trasmissioni di Radio Capital TiVù.

### 2012
- 28 gennaio 2012: Sostituito Deejay TV +2 con Deejay TV +1.
- 31 luglio 2012: Aggiunto Vintage!.
- 12 ottobre 2012: Aggiunta l'LCN 789 a Radio Maria.
- 28 novembre 2012: Aggiunto Nuvolari.
- 3 dicembre 2012: Aggiunto Onda Latina e eliminati i canali radio Radio Maria, Radio Deejay, Radio Capital, Radio m2o e Radio Italia SMI.
- 20 dicembre 2012: Eliminato Vintage!, spostato Radio Capital TiVù sull'LCN 69, aggiunta la dicitura provvisorio a Radio Capital TiVù sull'LCN 158.
- 31 dicembre 2012: Aggiunto Lottomatica TV senza LCN e a schermo nero.

### 2013
- 1º gennaio 2013: Partite le trasmissioni e aggiunta la LCN 59 a Lottomatica TV.
- 6 febbraio 2013: Aggiunto ALL Channel.
- 7 marzo 2013: Rinominato Radio Capital TiVù Provvisorio in RCTV Provvisorio.
- 26 marzo 2013: Eliminato RCTV Provvisorio e aggiunto m2o Tv.
- 11 maggio 2013: Repubblica TV si unisce a LaEFFE - RTV, nuovo canale del Gruppo Editoriale L'Espresso e di Feltrinelli Editori.
- 31 maggio 2013: Tolta l'LCN a LaEFFE - RTV e aggiunta la dicitura "provvisorio".
- 17 giugno 2013: Eliminato LaEFFE - RTV - Provvisorio.
- 1º luglio 2013: Eliminato Nuvolari.
- 9 agosto 2013: Aggiunto CineMax Television.
- 16 dicembre 2013: Aggiunta la dicitura "provvisorio" a Radio Italia TV e tolta la LCN.

### 2014
- 13 gennaio 2014: Eliminato Radio Italia TV Provvisorio.
- 1º maggio 2014: Eliminato Lottomatica TV.
- 5 giugno 2014: Aggiunto Channel24.
- 22 luglio 2014: Sostituito ALL Channel da Juwelo.
- 1º agosto 2014: Aggiunto We Share.
- 5 settembre 2014: Eliminato CineMax Television.
- 16 settembre 2014: Aggiunto Rete Italia.
- 23 settembre 2014: Aggiunti Gold TV Italia, La4 Italia e Italia +.
- 26 settembre 2014: Eliminata l'LCN a We Share.
- 29 settembre 2014: Aggiunto Padre Pio TV, aggiunta la dicitura "provvisorio" a We Share.
- 9 ottobre 2014: Eliminato We Share Provvisorio.
- 10 ottobre 2014: Aggiunti OK Italia e TeleItalia.
- 4 novembre 2014: Aggiunto Babel TV.

### 2015
- 26 gennaio 2015: Eliminata l'LCN a Babel TV.
- 30 gennaio 2015: Eliminato Babel TV e aggiunti Luci Rosse TV 1, Luci Rosse TV 2 e Luci Rosse TV 3 Promo.
- 2 marzo 2015: Eliminati OK Italia e TeleItalia, aggiunto Fire TV.
- 30 marzo 2015: Eliminato Channel24.
- 1º aprile 2015: Riaggiunto Channel24.
- 26 maggio 2015: Aggiunto TLC Italia.
- 1º giugno 2015: Eliminato Fire TV.
- 15 giugno 2015: Aggiunti 61 e 62.
- 16 giugno 2015: Aggiunto Nuvolari.
- 9 luglio 2015: Eliminati 61 e 62 e aggiunto Linea Italia.
- 5 agosto 2015: Eliminato Nuvolari.
- 28 settembre 2015: Aggiunto WorldNetChannel.
- 18 novembre 2015: Eliminato TLC Italia e aggiunto Fire TV.
- 1º dicembre 2015: Eliminato Padre Pio TV.
- 2 dicembre 2015: Eliminato Fire TV d aggiunto SOS Television.
- 16 dicembre 2015: Aggiunti Air Italia e Air TV.
- 28 dicembre 2015: Sostituito Onda Latina con Onda Italiana. L'identificativo del canale resta comunque "Onda Latina".

### 2016
- 7 gennaio 2016: Cambio di LCN tra Onda Italiana e Radio Capital TiVù. Il primo passa sul 69, il secondo sul 162.
- 11 gennaio 2016: Aggiunto OK Italia TV 1.
- 18 gennaio 2016: Eliminato WorldNetChannel.
- 17 febbraio 2016: Aggiunto LaTV.
- 22 febbraio 2016: Rinominato Deejay TV +1 in Deejay TV - NOVE +1.
- 7 giugno 2016: Eliminato Deejay TV - NOVE +1 e aggiunti Nuvolari e Top Calcio.
- 15 giugno 2016: Nuvolari viene ridenominata Nuvola61.
- 22 giugno 2016: Chiuso LaTV e aggiunto La3.
- 29 luglio 2016: Aggiunto Vero.
- 2 settembre 2016: Eliminato La3 al canale 164 e i canali Luci Rosse TV.
- 1 ottobre 2016: Eliminati Onda Italiana, Radio Capital TiVù, m2o Tv e SOS Television. Aggiunti Canale 69, Canale 158, Canale 162, Telecampione e TLC TV.
- 5 ottobre 2016: Eliminato Telecampione.
- 10 novembre 2016: Aggiunto iLIKE.TV.
- 14 dicembre 2016: Eliminato iLIKE.TV.

### 2017
- 24 gennaio 2017: Eliminato TLC TV e aggiunto Fire TV.
- 6 marzo 2017: Aggiunto iLIKE.TV, rinominato Canale 158 in OK 158, eliminato OK Italia TV1.
- 1º maggio 2017: Eliminato e chiuso La3.
- 5 maggio 2017: Aggiunto Orler TV.
- 1º luglio 2017: Eliminato OK 158.
- 14 novembre 2017: Aggiunto Mondo Calcio.
- 1º dicembre 2017: Eliminati Nuvola61 e Top Calcio . Aggiunti Life 120 Channel e FIGHT NETWORK.

### 2018
- 8 gennaio 2018: Rimossa la LCN a Canale 69 e fine delle trasmissioni.
- 15 gennaio 2018: Eliminato Canale 69.
- 16 gennaio 2018: Aggiunti Italia Channel, Mediatext.it e Pianeta TV.
- 1º maggio 2018: Aggiunto Canale 232.
- 14 giugno 2018: Rinominati Italia + e Air TV in Linea GEM e Canale 237.

### 2019
- 1º gennaio 2019: Aggiunto Donna Sport TV alla LCN 62, rinominato Fight Network in FN Sport e spostato alla LCN 165.
- 17 luglio 2019: Eliminato e chiuso FN Sport e aggiunto Canale 165.
- 1º settembre 2019: Eliminato e chiuso Vero e aggiunto HSE24 Donna.
- 1º ottobre 2019: Eliminato e chiuso Canale 237 e aggiunto HSE24 Beauty.
- 28 ottobre 2019: Aggiunti Rainbow e Canale 259.

### 2020
- 20 marzo 2020: Eliminato Life 120 Channel e aggiunto Canale 61.
- 20 aprile 2020: Eliminato Canale 259.
- 28 maggio 2020: Eliminato Mediatext.it.
- 30 luglio 2020: Aggiunto DONNA SHOPPING.

### 2021
- 1º febbraio 2021: Eliminato DONNA SHOPPING e aggiunto GO-TV.
- 31 marzo 2021: Aggiunto FASCINO TV.
- 1º aprile 2021: Eliminato HSE24 Donna e aggiunto INLINEA TV.
- 16 Aprile 2021: Tornata la programmazione di RAINBOW sulla LCN 235. La programmazione di FASCINO TV è trasmessa sulla LCN 231.[1]
- 1º maggio 2021: Aggiunti CANALE 263 e CANALE 268.[2]
- 10 maggio 2021: Eliminato HSE24 BEAUTY e aggiunto EnerJill.[3]
- 13 luglio 2021: Eliminato RAINBOW e aggiunto CANALE 235.
- 31 agosto 2021: Eliminati CANALE 61 e FASCINO TV. Aggiunto SoloCalcio.
- 2 settembre 2021: Aggiunto LA242.
- 15 dicembre 2021: Eliminate le LCN a Gold TV Italia, La4 Italia, Channel24, Rete Italia, Linea GEM, Linea Italia e Orler TV che diventano Provvisorio.
- 31 dicembre 2021: Eliminate le LCN a Donna Sport TV, Juwelo, InLinea TV, Air Italia e Fire TV che diventano Provvisorio. Eliminato GO-TV e aggiunto Canale 163.

### 2022
- 3 gennaio 2022: Eliminate le LCN a Italia Channel, Canale 162, Canale 163, Canale 165, iLIKE.TV, Canale 232, Canale 235, LA242, Pianeta TV e Canale 263 che diventano Provvisorio.
- 4 gennaio 2022: Eliminate le LCN a Canale 268, Ener Jill e SoloCalcio che diventano Provvisorio. Fine delle trasmissioni per Ener Jill, ora trasmette Canale 237.
- 9 gennaio 2022: Chiusura del mux in tutta Italia.

## Servizi

### Canali televisivi presenti al momento della chiusura
| LCN | Canale                       | Note           |
| --- | ---------------------------- | -------------- |
| 152 | Mondo Calcio                 | FTA            |
| -   | Air Italia - Provvisorio     | FTA            |
| -   | Canale 162 - Provvisorio     | FTA            |
| -   | Canale 163 - Provvisorio     | FTA            |
| -   | Canale 165 - Provvisorio     | FTA            |
| -   | Canale 232 - Provvisorio     | FTA            |
| -   | Canale 235 - Provvisorio     | FTA            |
| -   | Canale 263 - Provvisorio     | FTA            |
| -   | Canale 268 - Provvisorio     | cartello HBBTV |
| -   | Channel24 - Provvisorio      | FTA            |
| -   | Donna Sport TV - Provvisorio | FTA            |
| -   | EnerJill - Provvisorio       | FTA            |
| -   | Fire TV - Provvisorio        | FTA            |
| -   | Gold TV Italia - Provvisorio | FTA            |
| -   | iLIKE.TV - Provvisorio       | FTA            |
| -   | INLINEA TV - Provvisorio     | FTA            |
| -   | Italia Channel - Provvisorio | FTA            |
| -   | Juwelo - Provvisorio         | FTA            |
| -   | LA242 - Provvisorio          | FTA            |
| -   | La4 Italia - Provvisorio     | FTA            |
| -   | Linea GEM - Provvisorio      | FTA            |
| -   | Linea Italia - Provvisorio   | FTA            |
| -   | Orler TV - Provvisorio       | FTA            |
| -   | Pianeta TV - Provvisorio     | FTA            |
| -   | Rete Italia - Provvisorio    | FTA            |
| -   | SoloCalcio - Provvisorio     | FTA            |